# A Lama (La Vega)
A Lama es una entidad de población situada en la parroquia de Castromarigo, del municipio español de La Vega, en la provincia de Orense, Galicia.

## Demografía
La entidad de población de A Lama no consta ni en las bases de datos del INE ni en las del IGE por lo que se desconocen los datos demográficos de la misma.